# Викторија, војвоткиња од Кента и Стратхорна
Викторија, војвоткиња од Кента и Стратхорна (17. август 1786 − 16. март 1861) или принцеза од Лејнингена, а касније војвоткиња од Кента и Стратхорна, била је немачка принцеза и мајка краљице Викторије Хановерске. Као удовица Чарлса, принца од Лејнингена (1763–1814), од 1814. године била је регент све до другог венчања 1818. године с принцом Едвардом, краљевим сином Џорџом III из Уједињеног Краљевства.

## Биографија
Викторија је рођена у Кобургу 17. августа 1786. године у Светом римском царству немачке нације и добила је име Марија Луиза Викторија. Била је четврта ћерка и седмо дете Франсиса, војводе од Сакс-Кобург-Салфелда и грофице Августе Ројс од Еберсдорфа. Један од њене браће био је Ернест Први, војвода од Сакс Колбурга и Гота а други брат, Леополд, будући белгијски краљ, оженио се 1816. године принцезом Шарлотом од Велса, једином законитом ћерком будућег краља Џорџа IV и наследница претпостављена на британски престо.

### Бракови
Дана 21. децембра 1803. године у Кобургу, млада Викторија се удала (као његова друга супруга) Чарлсом, принцом од Лејнингена (1763–1814), чија је прва супруга, грофица Хенријета Ројс од Еберсдорфа била њена тетка. Пар је имао двоје деце: принца Карла, рођеног 12. септембра 1804. године, и принцезу Феодору од Лејнингена, рођену 7. децембра 1807. године.
Кроз свој први брак, она је директни матрилинеални предак различитих чланова краљевских редова у Европи, укључујући Карла XVI Густаф Шведског, Фелипеа VI од Шпаније и Константина од Грчке.
Након смрти свог првог супружника, служила је као регент Кнежевине Лејнинген током одрастања њиховог сина Карла.
Смрт принцезе Шарлоте од Велса, супруге Викторијиног брата Леополда, 1817. године, подстакла је кризу сукцесије. Пошто им је Парламент понудио новчани подстицај, три ујака Шарлоте, синови Џорџа III, били су спремни да се венчају. Један од њих, принц Едвард, војвода од Кента и Стратхoрна (1767–1820) запросио је Викторију и она је прихватила. Пар се венчао 29. маја 1818. у Аморбаху и 11. јула 1818. у Кјуу (место поред Лондона), заједничка церемонија на којој се Едвардов брат, војвода од Кларенса, касније краљ Вилијам IV, оженио Аделаидом од Сaксе-Мајнингена. Убрзо након венчања, пар се преселио у Немачку, где су животни трошкови били јефтинији. Убрзо након тога, Викторија је затруднела, а војвода и војвоткиња, решени да им се дете роди у Енглеској, одјурили су назад. Стигавши у Довер 23. априла 1819. године, преселили су се у Кенсингтонску палату, где је Викторија родила ћерку 24. маја 1819. године, принцезу Викторију од Кента, касније краљицу Викторију. Ефикасно организовање и планирање сер Џона Конроја обезбедило је Кентовима брз повратак у Енглеску на време за рођење њиховог првог детета.

### Удовство
Војвода од Кента умро је изненада од упале плућа у јануару 1820. године, шест дана пре свог оца, краља Џорџа III. Његова удовица војвоткиња имала је мало разлога да остане у Великој Британији, јер није говорила језик и имала је палату код куће у Кобургу, где је могла јефтино да живи од прихода свог првог супруга. Међутим, британско наследство у ово доба још увек није било сигурно - од троје браће старије од Едварда, нови краљ Џорџ IV и војвода од Јорка били су отуђени од својих жена, које су у сваком случају биле у репродуктивној доби. Трећи брат, војвода од Кларенса, са женом још увек није имао преживелу децу. Војвоткиња од Кента одлучила је да ће јој бити боље коцкајући се уласком своје ћерке у политички живот него мирним животом у Кобург где мора да наследи дугове свог другог мужа а тражила је и подршку од британске владе. После смрти Едварда и његовог оца, млада принцеза Викторија још увек је била тек трећа у реду за престо, а Парламент није био склон да подржи сиромашније краљевске породице.
Одредба за војвоткињу од Кента била је злобна: боравила је у апартману у трошној Кенсингтонској палати, заједно са још неколико осиромашених чланова краљевске породице, и добила је мало финансијске подршке од Грађанске листе, јер је Парламент имао жива сећања расипности покојног војводе. У пракси јој је главни извор подршке био њен брат Леополд. Потоњи је доживотно имао огроман приход од педесет хиљада фунти годишње, представљајући ануитет који му је доделио британски парламент у браку са принцезом Шарлот, због чега је изгледало вероватно да ће временом постати супружник монарха. Чак и након Шарлотине смрти, Леополдов ануитет Парламент није опозвао.
Године 1831, када је Џорџ IV умро, а нови краљ Вилијам IV (раније војвода од Кларенса) имао је више од 60 година без иједног преживелог легитимног детета, а чија је скоро 40-годишња супруга сматрана на крају родне доби, статус младе принцезе као претпостављене наследнице и будуће војвоткињино место регента довели су до великог повећања британског државног дохотка за Кенте. Фактор који је допринео томе је Леополдова одредба за краља Белгије, након чега је предао британски приход.

### Завада
Заједно у заточеништву је однос Џона Конроја са војвоткињом веома близак, док је он у наредних деветнаест година служио као њен саветник и приватни секретар и говоркало се да је имао незваничне улоге јавности службеник за односе, саветник, поверљиви човек и политички агент. Иако није јасно ко је од њих двојице био одговорнији за осмишљавање Кенсингтонског система, он је створен да управља васпитањем младе Викторије. Намера је била да војвоткиња буде именована регентом по Викторијином (претпостављеном младалачком) узашашћу и да Конрој постане Викторијин приватни секретар и да добије благослов. Војвоткиња и Конрој и даље нису биле популарни међу краљевском породицом и, 1829. године, војвода од Камберленда је ширио гласине да су љубавници у покушају да их дискредитује. Војвода од Кларенса је Конроја називао „краљем Џоном“, док је војвоткиња од Кларенса писала војвоткињи од Кента да јој саветује да се све више изолује од краљевске породице и да не сме Конроју доделити превише моћи.
Војвоткиња од Кента била је изузетно заштитничка и васпитала је Викторију у великој мери изоловану од друге деце у такозваном „Кенсингтонском систему“. Систем је спречавао принцезу да се састаје са људима које су њена мајка и Конрој сматрали непожељним (укључујући већину породице њеног оца), а осмишљен је тако да је учини слабом и зависном од њих. Војвоткиња је избегла суд јер је била скандализована присуством ванбрачне деце краља Вилијама, и можда је подстакла појаву викторијанског морала инсистирајући да њена ћерка избегава било какву сексуалну непримереност. Викторија је сваке вечери делила спаваћу собу са мајком, ишла је код приватних васпитача по редовном распореду и проводила играње са луткама и са псом Дашом.
Можда због Конројевог утицаја, однос између војвоткињиног домаћинства и краља Вилијама убрзо се покварио, с тим што је војвоткиња краља сматрала "дериштем". Колико се усудила, војвоткиња је ускратила краљу приступ његовој нећакињи. Спречила је своју ћерку да присуствује Вилијамовој крунидби због свађе, одлуку коју је војвода од Велингтона приписао Конроју. Године 1831. Конрој и војвоткиња кренули су у серију краљевских турнеја са Викторијом како би је изложили народу и учврстили њихов статус потенцијалних регента. Њихови напори су на крају били успешни и, новембра 1831. године, проглашено је да ће војвоткиња бити једини регент у случају младог устоличења Викторије.
Војвоткиња је даље увредила краља узимајући собе у палати Кенсингтон које је краљ резервисао за себе. И пре и током владавине Вилијама, она је одбијала да прихвати његову ванбрачну децу. И краљ и његова супруга краљица Аделаида волели су своју нећакињу, принцезу Викторију од Кента. Њихови покушаји да успоставе близак однос са девојком били су осујећени сукобом између краља и војвоткиње од Кента. Краљ, љут због онога што је сматрао непоштовањем војвоткиње према својој жени, искористио је прилику на, како се показало, његовом последњем рођенданском банкету у августу 1836. године да изравна резултат. Говорећи окупљенима на банкету, међу којима су биле војвоткиња и принцеза Викторија, Вилијам је изразио наду да ће преживети до принцезе Викторије са 18 година, тако да војвоткиња од Кента никада неће бити регент. Рекао је:
Уздам се у Бога да ће мој живот бити поштеђен још девет месеци ... Тада бих требао да имам задовољство да преношење вршења краљевске власти препустим личном ауторитету те младе даме, наследнице претпостављене Круни, а не у руке особе која је сада у мојој близини, која је окружена злим саветницима и која је неспособна да се понаша коректно у ситуацији у којој би била постављена. 
Затегнути односи између војвоткиње, краља и краљице никада није нису били потпуно излечени, али је Викторија увек на њих обоје гледала с љубазношћу. 
Конрој је полагао велике наде у своју покровитељицу и себе: Замишљао је Викторију да наследи престо у младим годинама, па јој је била потребна регентска влада, на чијем је челу, према Закону о регенту из 1830, принцезина мајка (која је већ била у том својству у Немачкој након смрти њеног првог супруга). Као лични секретар војвоткиње, Конрој би био права „сила иза престола“. Није рачунао на то да ће краљ Вилијам преживети довољно дуго да би Викторија успела да престоли као одрасла особа и следствено томе, док је вршио утицај на њену мајку, није показивао мало обзира према Викторији. Конрој је ризиковао да нема утицаја на њу. Покушао је да натера Викторију да пристане да га постави за њеног личног секретара када се устоличи, али и овај план је пропао. Викторија је замерила мајчиној подршци Конројевим шемама и под притиском ње да потпише папир којим се он проглашава секретаром. Резултат је био да је, када је Викторија постала краљица, одвела војвоткињу у одвојене смештаје, даље од њених.

### Помирење
Када се родило краљичино прво дете, принцеза Викторија, војвоткиња од Кента неочекивано се вратила у ужи круг породице код Викторије. Вероватно је да је то настало као резултат отпуштања баронице Лејзен по налогу Викторијиног супруга (и војвоткињиног нећака), принца Алберта. Прво, ово је уклонило Лејзенов утицај, а Лејзен је дуго презирао војвоткињу и Конроја, сумњичећи их за незакониту везу. Друго, оставило је краљицу потпуно отворену за Албертов утицај и вероватно је превладао над њом да се помири са мајком. Треће, Конрој је до сада живео у егзилу на континенту и тако је уклоњен његов раздорни утицај. Финансије војвоткиње, кој је Конрој трошио, враћене су захваљујући Викторији и њеним саветницима. По свему судећи, војвоткиња је постала допадљива бака и била је ближа својој ћерки него што је икада била.

### Скандали и афере
Неки историчари, укључујући Ендру Нормана Вилсона, сугерисали су да Викторијин отац није могао бити војвода од Кента. Они који промовишу ову позицију указују на одсуство порфирије у британској краљевској породици међу потомцима краљице Викторије - она је била раширена пре ње; и хемофилија, непозната ни у војводиној ни у војвоткињиној породици, настала је међу најбоље документованим породицама у историји.
У пракси би ово захтевало да љубавник војвоткиње буде хемофилик - са крајње мало вероватноћом преживљавања, с обзиром на лоше здравствено стање у то време, или да сама војвоткиња буде носилац хемофилије, јер је хемофилија X-повезана, што значи да би њена мајка била носилац, да хемофилија није претходно изражена код родитеља војвоткиње. Стварни докази који поткрепљују ову теорију нису настали, а хемофилија се спонтано јавља мутацијом у најмање 30% случајева.
Књига Џона Рела, Љубичаста тајна, документује доказе о порфирији у Викторији, ћерки принцезе Ројал Шарлоти и њеној унуци Феодори. Даље се каже да је принцу Вилијаму од Глостера дијагностикована порфирија непосредно пре него што је умро у летачкој несрећи.

### Смрт
Војвоткиња је умрла 16. марта 1861. године у 09:30 са њеном ћерком Викторијом поред, у доби од 74 године. Краљица је била погођена мајчином смрћу. Читајући новине своје мајке, Викторија је открила да ју је мајка дубоко волела; била је сломљена срца и кривила Конроја и Лејзена за то што су је „злобно“ удаљили од мајке. Сахрањена је у маузолеју војвоткиње од Кента у Фрогмореу, Виндзор Парку, у близини краљевске резиденције Виндзор замка.
Краљица Викторија и Алберт посветили су јој прозор у Краљевској капели Свих светих у великом парку Виндзор.